# 布賴斯高城市快鐵
布賴斯高城市快鐵（德語：Breisgau-S-Bahn GmbH）是德國的一家地區鐵路公司，服務範圍是巴登-符騰堡邦的布賴斯高地區，包括弗賴堡都市圈。布賴斯高城市快鐵成立於1965年。布賴斯高城市快鐵也是該公司運營的S-Bahn系統的名稱。